# Ця незручна мить
«Ця незручна мить» (англ. That Awkward Moment) — американська комедійна мелодрама режисера і сценариста Тома Ґормікена, що вийшла 2014 року. У головних ролях Зак Ефрон, Майлз Теллер, Майкл Б. Джордан.
Продюсерами були Скотт Аверсано, Джастін Наппі та інші. Вперше фільм продемонстрували 27 січня 2014 року у Лос-Анджелесі, США. В Україні у кінопрокаті прем'єра фільму має відбутися 6 лютого 2014 року.

## Сюжет
Мікі розійшовшись зі своєю дівчиною, впадає у депресію. Джейсон і Деніель, його друзі, намагаються його підбадьорити й обіцяють йому так само як і він не заводити серйозних стосунків. Проте доля звела їх з дівчатами-красунями, у яких вони закохалися.

## У ролях
| Актор               | Персонаж             | Роль                    |
| ------------------- | -------------------- | ----------------------- |
| Зак Ефрон           | Джейсон англ. Jason  | друг Деніеля і Мікі     |
| Майлз Теллер        | Деніель англ. Daniel | друг Джейсона і Мікі    |
| Майкл Б. Джордан    | Майкі англ. Mikey    | друг Деніеля і Джейсона |
| Імоджен Путс        | Еллі англ. Ellie     |                         |
| Маккензі Девіс      | Челсі англ. Chelsea  |                         |
| Джессіка Лукас      | Вера англ. Vera      |                         |
| Девід Браян Вудсайд | Гарольд англ. Harold |                         |
| Емілі Мід           | Крісті англ. Christy |                         |

## Сприйняття

### Критика
Фільм отримав змішано-негативні відгуки: Rotten Tomatoes дав оцінку 22 % на основі 102 відгуків від критиків (середня оцінка 4,1/10) і 56 % від глядачів із середньою оцінкою 3,4/5 (21,347 голосів). Загалом на сайті фільми має негативний рейтинг, фільму зарахований «гнилий помідор» від кінокритиків і «розсипаний попкорн» від глядачів, Internet Movie Database — 6,0/10 (1 910 голосів), Metacritic — 37/100 (28 відгуків критиків) і 4,1/10 від глядачів (15 голосів). Загалом на цьому ресурсі від критиків фільм отримав негативні відгуки, а від глядачів — змішані.

### Касові збори
Під час показу у США, що розпочався 31 січня 2014 року, протягом першого тижня фільм був показаний у 2,809 кінотеатрах і зібрав 8,742,109 $, що на той час дозволило йому зайняти 3 місце серед усіх прем'єр. Станом на 3 лютого 2014 року показ фільму триває 4 дні (0,6 тижня) і за цей час фільм зібрав у прокаті у США 9,352,193  доларів США при бюджеті 8 млн $.

### Виноски
1. 1 2  That Awkward Moment: Release Info (англ.). Internet Movie Database. Архів оригіналу за 2 лютого 2014. Процитовано 5 лютого 2014.
2. 1 2  Ця незручна мить. Kino-teatr.ua. Архів оригіналу за 4 лютого 2014. Процитовано 5 лютого 2014.
3. 1 2 3 4  That Awkward Moment (англ.). Box Office Mojo. Архів оригіналу за 7 лютого 2014. Процитовано 5 лютого 2014.
4. 1 2 3  That Awkward Moment (англ.). The Numbers. Архів оригіналу за 19 лютого 2014. Процитовано 5 лютого 2014.
5. 1 2  That Awkward Moment (англ.). Internet Movie Database. Архів оригіналу за 8 лютого 2014. Процитовано 5 лютого 2014.
6. ↑  That Awkward Moment (англ.). Allmovie. Архів оригіналу за 3 лютого 2014. Процитовано 5 лютого 2014.
7. ↑  That Awkward Moment: Full Cast & Crew (англ.). Internet Movie Database. Архів оригіналу за 2 лютого 2014. Процитовано 5 лютого 2014.
8. ↑  That Awkward Moment (англ.). Rotten Tomatoes. Архів оригіналу за 3 серпня 2014. Процитовано 5 лютого 2014.
9. ↑  That Awkward Moment (англ.). Metacritic. Архів оригіналу за 18 серпня 2014. Процитовано 5 лютого 2014.